# Kloster Seligenthal (Sieg)

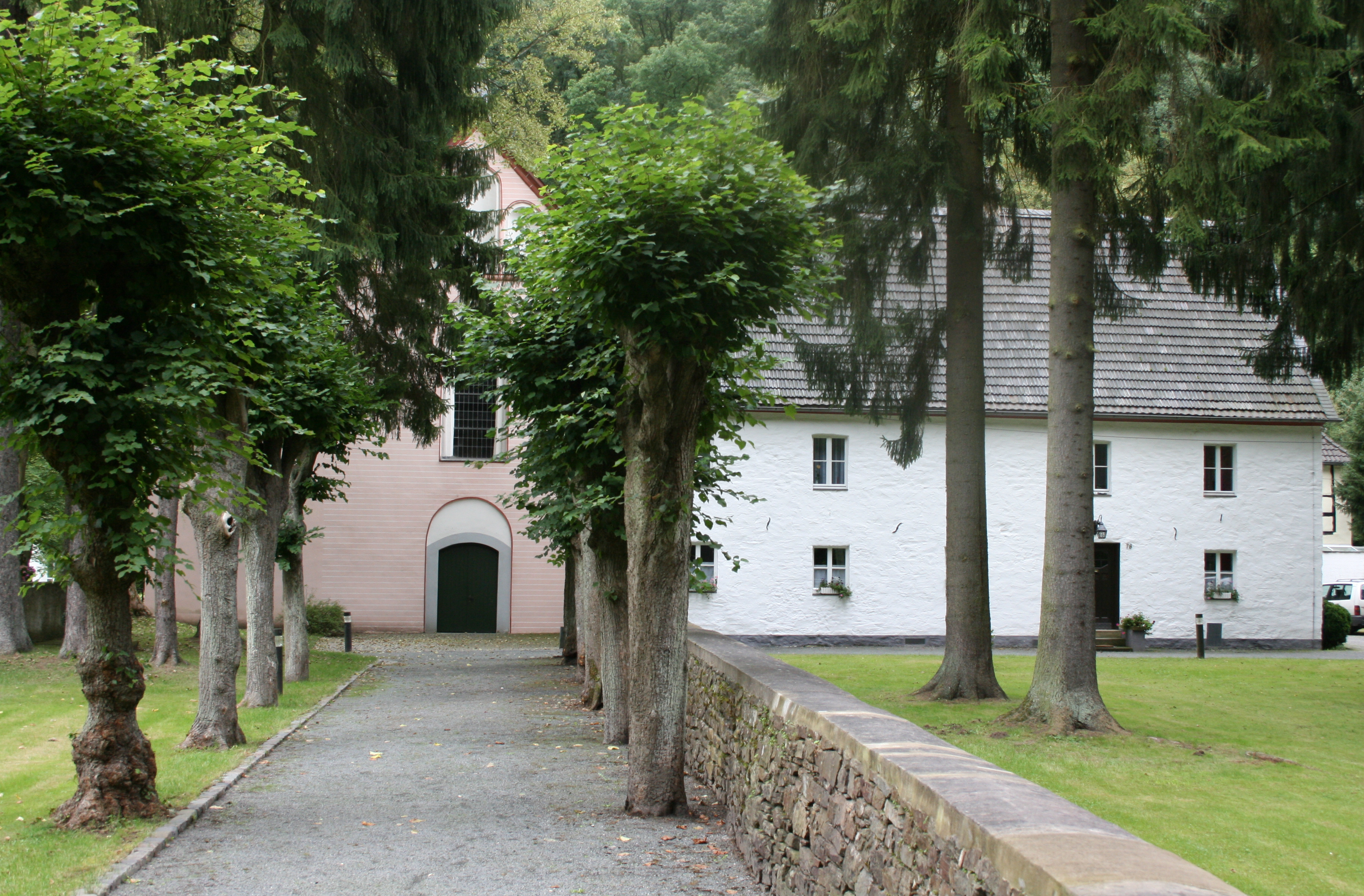
Die Klosteranlage

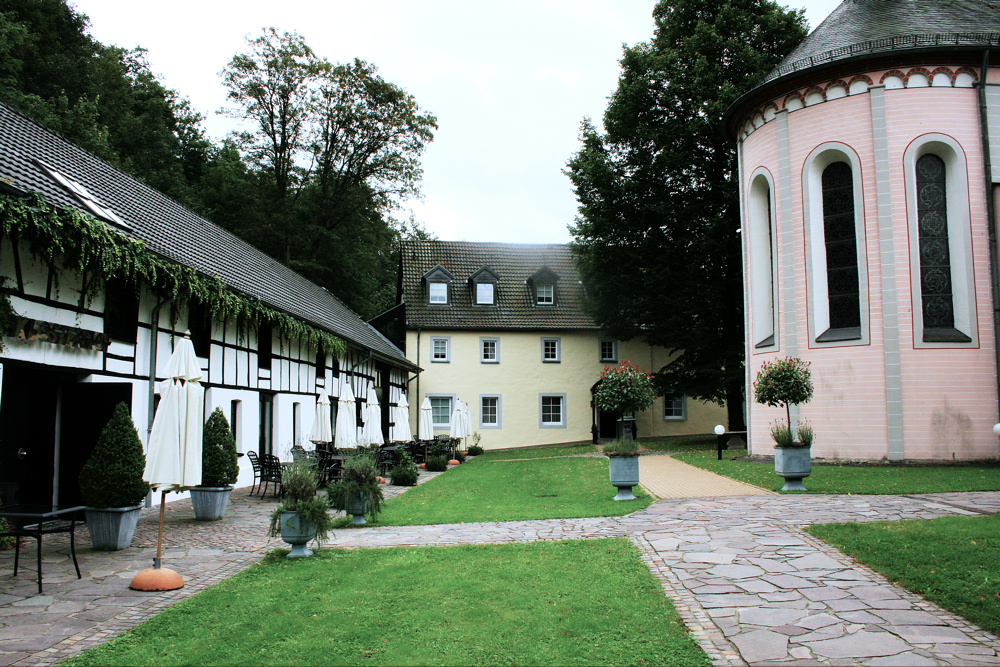
In den Klostergebäuden befindet sich heute das „Hotel Klosterhof“

Das Kloster Seligenthal wurde 1231 als Franziskanerkloster von Graf Heinrich von Sayn und seiner Frau Mechthild von Landsberg in Seligenthal, heute einem Stadtteil von Siegburg gegründet. Die Klosterkirche wurde im rheinischen Übergangsstil erbaut. 1803 wurde das Kloster der Minoriten im Zuge der Säkularisation aufgelöst. Seit 2019 haben sich EremitinnenUunserer Lieben Frau vom Berge Karmel angesiedelt.

## Klostergeschichte

### Gründung
Das Kloster entstand aufgrund einer Stiftung der Gräfin Mechtild von Landsberg-Sayn und ihres Mannes Graf Heinrich III. von Sayn im Jahr 1231. Auf Einladung der Stifter gründeten Brüder des 1210 gegründeten Franziskanerordens die Einsiedelei „St.-Annen-Kloster“. Da das Grafenpaar ansonsten ausschließlich die Zisterzienser förderte, wird vermutet, dass die Gründung mit dem Tod der später heiliggesprochenen Elisabeth von Thüringen im gleichen Jahr in Zusammenhang stehen könnte, da Elisabeth der franziskanischen Bewegung nahestand, und die Gräfin ihre Tante war.

### Kirchenbau
Mit Hilfe weiterer Spenden wurde die heutige Antoniuskirche als Klosterkirche im Rheinischen Übergangsstil errichtet und 1255 eingeweiht (ursprüngliches Patronat: „die Enthauptung Johannes des Täufers“). Mit Ausnahme der Fensterformen entspricht die heutige Kirche weitgehend noch dem Originalzustand. Bei ihrer Restaurierung im Jahre 1963 orientierte sich die Gestaltung an Originalfarbbefunden. Die Kirche steht heute unter Denkmalschutz.

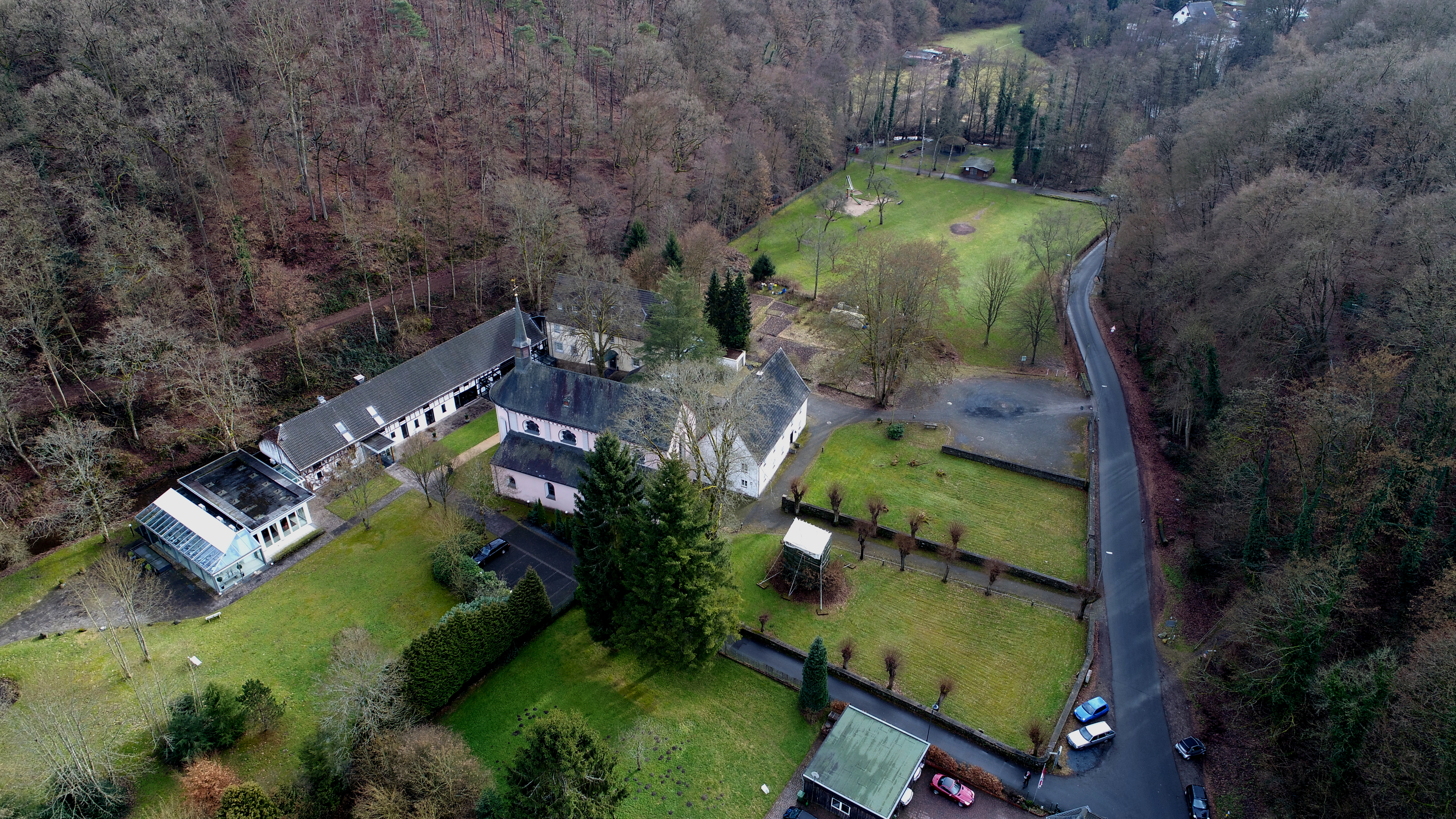
Kloster Seligenthal, Luftaufnahme (2017)
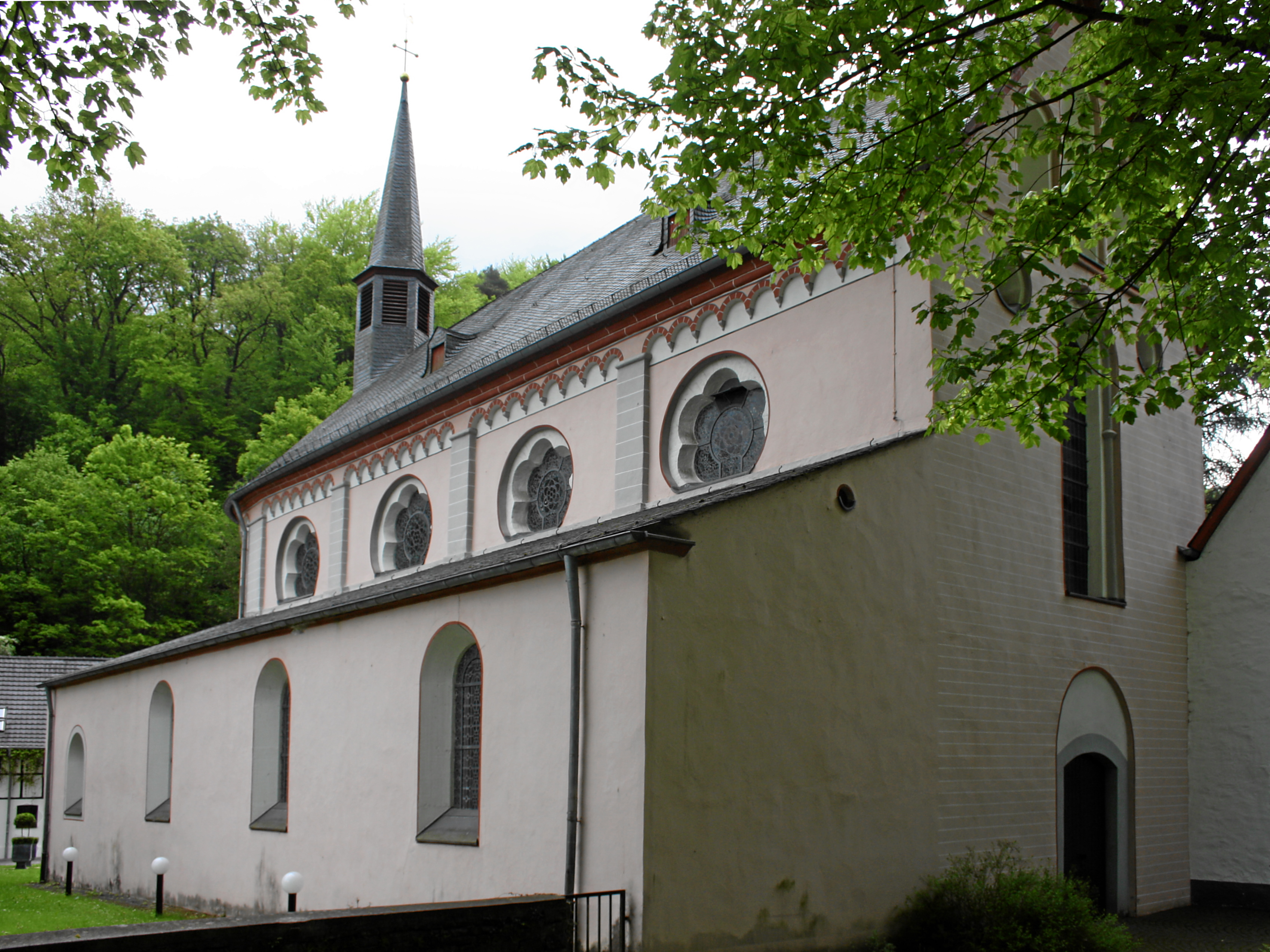
Klosterkirche aus Nordwest
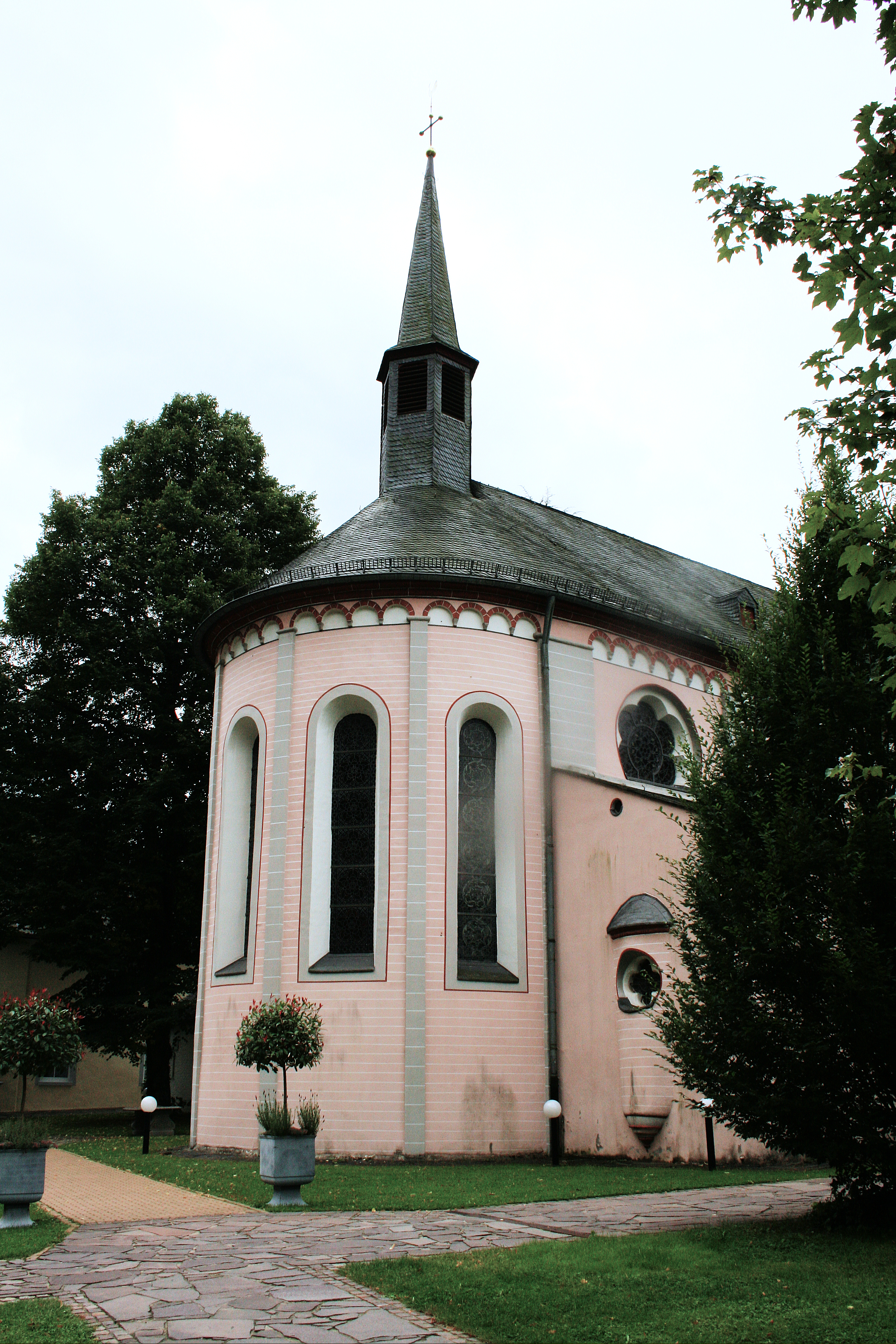
Klosterkirche aus Nordost
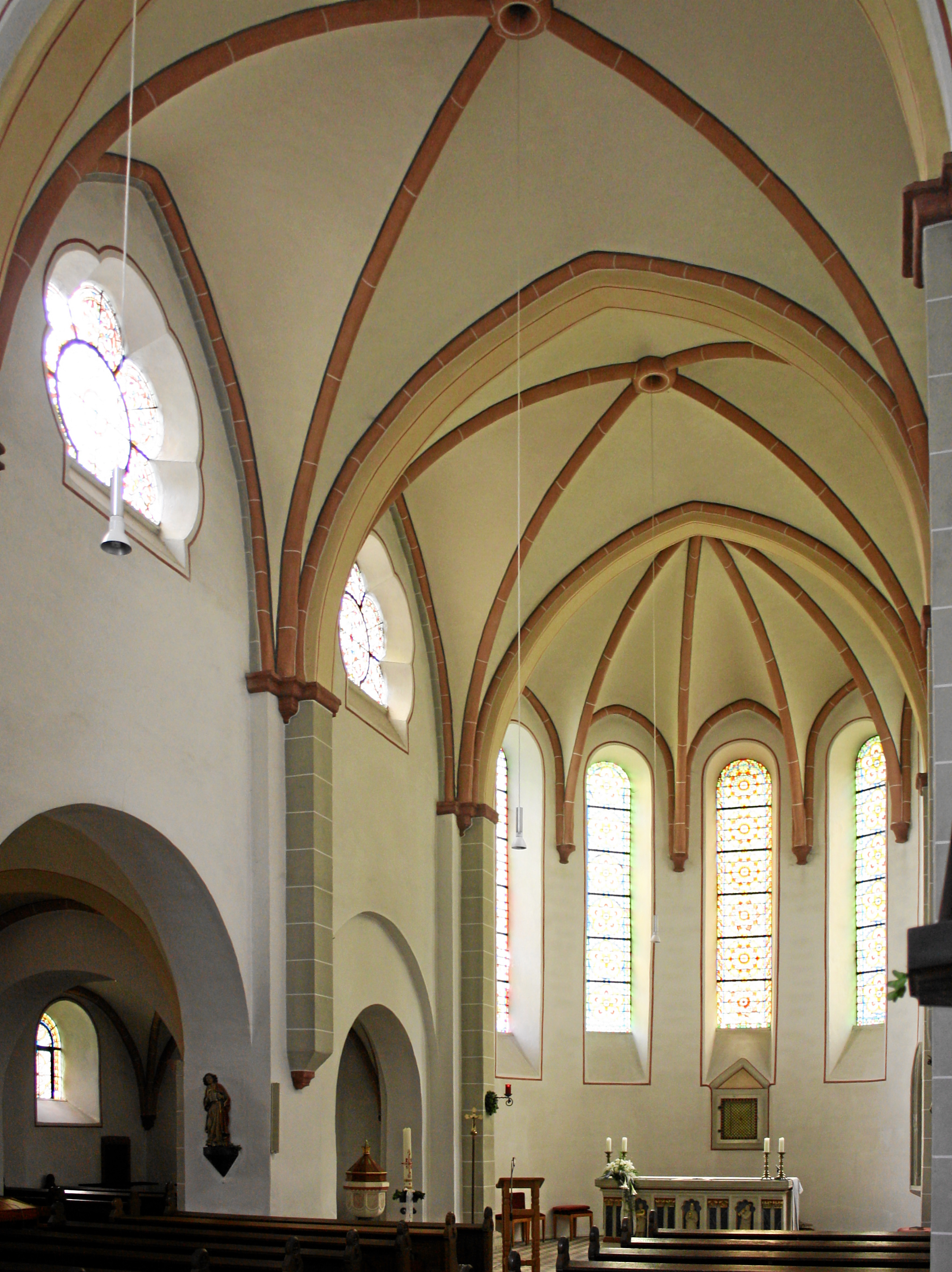
Inneres der Klosterkirche
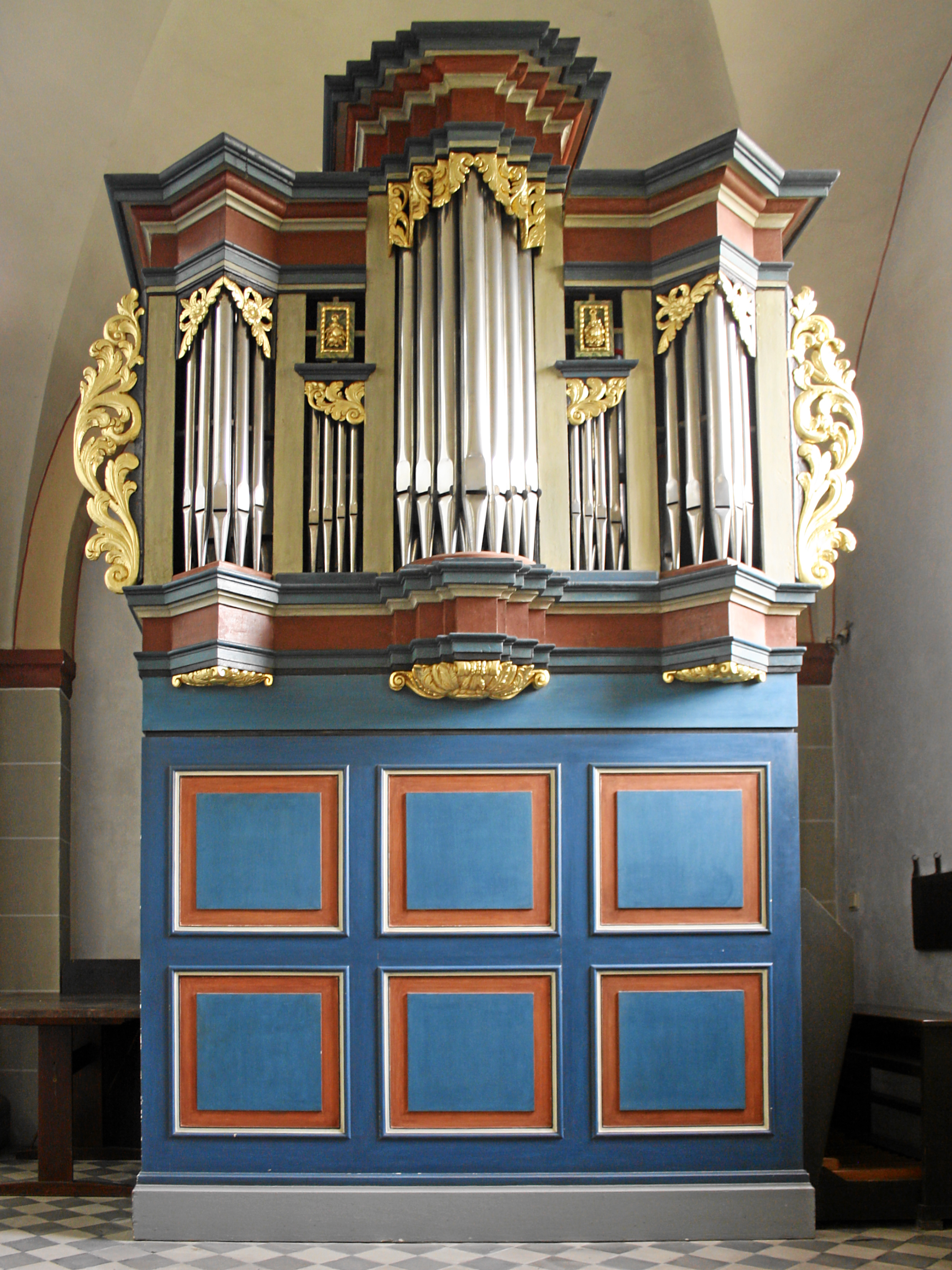
Orgel
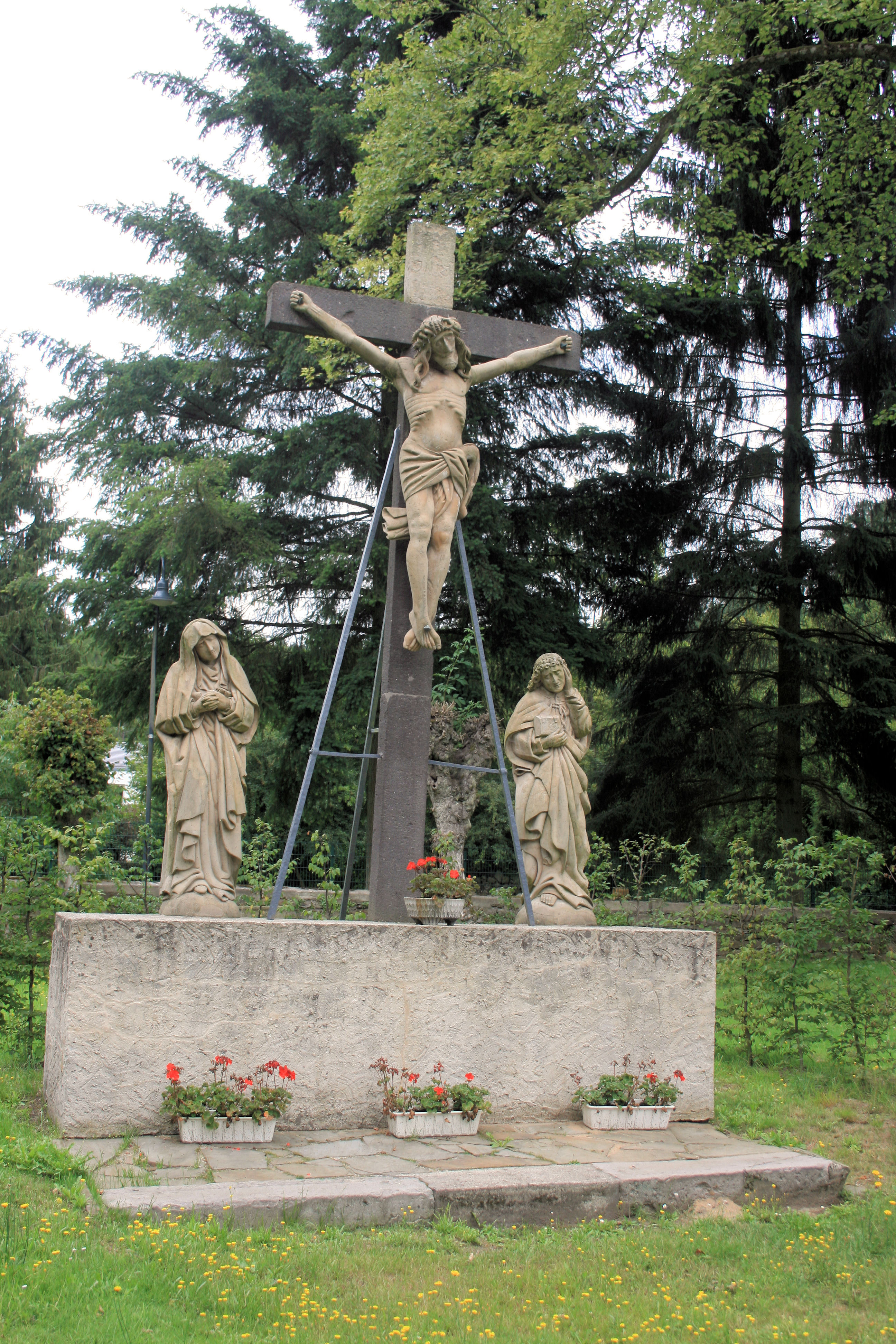
Die Kreuzigungsgruppe auf dem alten Friedhof

### Wiederaufbau
Bei einem schweren Brand im Jahr 1647 wurde das Kloster stark beschädigt. Lediglich die Kirche war weniger stark betroffen und ist daher das einzige erhaltene Gebäude aus der frühen Klosterzeit. Wie die ursprüngliche Anlage ansonsten aussah, ist nicht mehr bekannt.
Am 21. Oktober 1654 gründete der franziskanische Ordenszweig der Minoriten eine kleine Niederlassung. Sie erhielten das Gebäude mit der Auflage, in Siegburg eine zweiklassige Trivialschule einzurichten, das von 1654/55 bis 1804 betriebene Gymnasium der Minoriten. Der Südflügel des Klosters wurde daraufhin neu errichtet. Ebenso wurde 1660 ein neues Pfarrhaus gebaut.

### Rochus-Kapelle

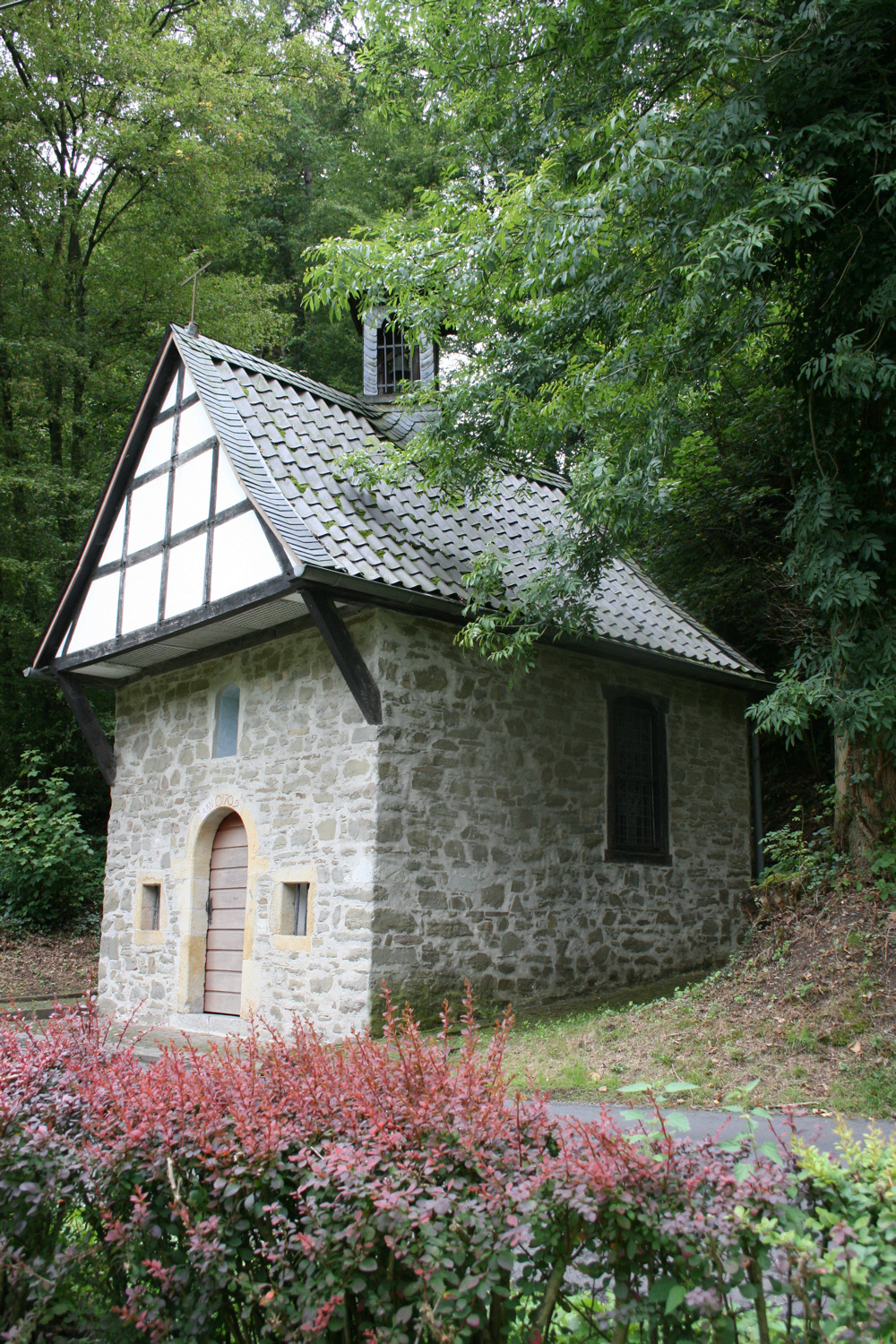
Die Rochuskapelle

Für die Abwendung der Roten Ruhr von Seligenthal wurde 1709 dem heiligen Rochus eine barocke Kapelle geweiht. Errichtet wurde sie etwas vor der Klosteranlage, näher an der Straße. Am Rochustag, dem 16. August, finden Wallfahrten dorthin statt.
Die Wallfahrtstradition bestand aber bereits zuvor, für das Jahr 1627 ist die erste Wallfahrt nach Seligenthal urkundlich belegt.

### Säkularisation und weitere Nutzung
Die Vorbereitungen der Aufhebung des Klosters Seligenthal begann ab 1802. Offenbar im Frühjahr 1803 wurde die bisher praktizierte klösterliche Eigenwirtschaft aufgegeben, weil die Verpachtung einen größeren Vorteil versprach. Mitte April 1803 wurden die Mobilieninventare erstellt. Der Lokalkommissar Legrand empfahl der Separatkommission, von der Aufhebung des Klosters Abstand zu nehmen, da genauso viel Personal wie Klostermitglieder eingestellt werden müsse, um Gottesndiest und Schule aufrechtzuerhalten. Gleichwohl erfolgte zum 1. Juli 1804 die Aufhebung, nachdem schon im Frühjahr 1804 die nicht mehr benötigten Ackergeräte versteigert worden waren, um die drängendsten Gläubiger zu befriedigen. Allerdings blieb die Klostergemeinschaft vorläufig noch zusammen, um auf Vorschüsse zu warten, ohne die sie sich nicht in der Lage sah, die benötigte weltliche Kleidung zu kaufen. Dies dauerte bis in den Herbst hinein. In den älteren Personalstatus werden zehn Priester- und drei Laienbrüder erwähnt, von denen zwei Priester aber als nicht zur Gemeinschaft gehörig betrachtet wurden. Nach der Aufhebung übernahmen Pater Stock und ein Laienbruder als Küster die Aufrechterhaltung von Gottesdienst und Kirche. Wegen fehlender Bezahlung verließ Stock 1805 Seligenthal und wurde durch den früheren Siegburger Konventualen von Sparr ersetzt. Dieser resignierte nach 14 Monaten, da er nicht eine einzige Rate der versprochenen Bezahlung erhalten hatte. Aus gleichen Gründen war schon der Laienbruder, der als Küster gewirkt hatte, Ende 1804 ins Zentralkloster nach Ratingen gegangen, da er bei dem Klosterpächter in Kost gegangen war, aber von seinem kümmerlichen Gehalt von 30 Reichstalern nicht einmal die Nahrungsmittel bezahlen konnte. Gelöst wurde die Situation erst, als Seligenthal 1811 Pfarrkirche an Stelle der schon Jahre zuvor abgebrannten Kirche zu Happerschoß wurde.
Während der Säkularisation in der Zeit Napoleons wurde das Kloster 1803 bei der Verstaatlichung des Kirchenbesitzes aufgelöst, seine Güter und Stiftungen verkauft.
Die Anlage war danach zunächst dem Verfall ausgesetzt. Durch die Spende eines Siegburger Bürgers konnte die Klosterkirche 1854 in eine Pfarrkirche umgewandelt werden. Heute ist sie Filialkirche der örtlichen Kirchengemeinde.
Die weiteren Gebäude im sogenannten „Klosterhof“ wurden im 19. und 20. Jahrhundert errichtet und gehörten nie zum früheren Kloster.

## Neuzeit

### Weltliche Nutzung
Heute befindet sich in den Gebäuden des Klosterhofes ein Hotel mit Restaurant und Tagungsbereich.
Eine Stiftung zur Erhaltung der Klosteranlage unter treuhänderischer Verwaltung der Deutschen Stiftung Denkmalschutz wurde 2007 durch Eva Becker gegründet.

### Neugründung
Nach über 200 Jahren Unterbrechung wird auch wieder an die frühere Widmung angeknüpft. Am Silvestertag 2018 zogen zwei Ordensfrauen der Eremitinnen Unserer Lieben Frau vom Berge Karmel in das ehemalige Pfarrhaus ein und gründeten den Karmel Sankt Elia.